# Pseudicius encarpatus
Espèce
Synonymes
- Aranea encarpata Walckenaer, 1802
- Salticus leucogramma Latreille, 1819
- Attus pulchellus Hahn, 1829
- Salticus tigrinus Hahn, 1832
- Attus maculatus Walckenaer, 1837
- Calliethera ambigua C. L. Koch, 1846
- Attus quadrimaculatus Walckenaer, 1847 nec Walckenaer, 1837

Pseudicius encarpatus est une espèce d'araignées aranéomorphes de la famille des Salticidae.

## Distribution
Cette espèce se rencontre de l'Europe à l'Asie centrale.

## Description
Les mâles mesurent de 3,7 à 4,25 mm et les femelles de 6,5 à 6,8 mm.

## Publication originale
- Walckenaer, 1802 : Faune parisienne, Insectes. ou Histoire abrégée des insectes des environs de Paris. Paris, vol. 2, p. 187-250 (texte intégral).